# Star Whores
Star Whores è una parodia italiana del film Guerre stellari (Star Wars in lingua originale) realizzata con le tecniche del ridoppiaggio e del rimontaggio da Carlo Sagradini, noto anche come CarlettoFX, membro fondatore dei Gem Boy.

## Trama
Siamo in un futuro prossimo venturo. L'universo è vessato dalla SIAE, che ormai ha le mani in pasta su tutto e nessuno è più libero di fare la musica che vuole. Solo la resistenza si oppone alla SIAE, e di nascosto ancora riesce a distribuire la musica dei Gem Boy ― che ovviamente non è la formazione originale, ma ne mantiene lo spirito e l'irriverenza ― a fare concerti di nascosto, a diffondere ciò che la SIAE vorrebbe mantenere nell'oblio. Le forze della SIAE stanno però braccando la principessa Leiladà, che è in possesso dei brani inediti dei Gem Boy. È per questo che una coppia di droni viene lanciata nello spazio alla ricerca di O.B. One per Hobby, il quale - grazie al potere della Scamorza - è l'unico capace di salvare lei e la Resistenza. I droni finiscono però nelle mani del giovane Suk, che coglie l'attimo per lasciare gli zii e partire all'avventura, trovare O.B., e magari diventare un cantante importante tanto quanto i Gem Boy. La trama si infittisce quanto O.B., i droni, e Suk convincono Ian Sboro ad aiutarli nella loro segreta missione. Tutti quanti finiranno per essere catturati da una stazione SIAE dove, per un colpo di fortuna, scopriranno essere prigioniera anche la principessa Leiladà.
Mentre il malvagio comandante Camoscio e il suo aiutante Dark Water interrogano Leiladà per farsi rivelare il luogo segreto del prossimo raduno dei Gem Boy, Suk e i suoi amici escono da un compartimento segreto dove si erano nascosti e si dividono: O.B. One Per Hobby va a disattivare il radiofaro Masini, mentre gli altri si travestono da soldati SIAE per liberare la principessa. O.B. One Per Hobby riesce a spegnere il radiofaro, ma si scontra con Dark Water che lo uccide in un duello a colpi di vibratore laser. Gli altri riescono a fuggire e Suk, dopo aver fatto sesso con Leiladà, finalmente scopre la propria eterosessualità.

## Produzione

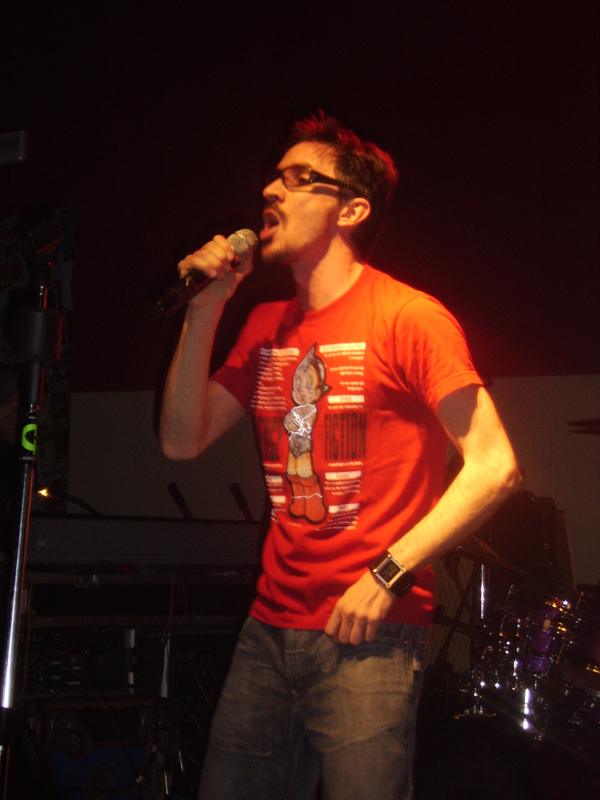
Carlo Sagradini, alias Carletto FX, autore di Star Whores

Star Whores è stato realizzato interamente da Carlo Sagradini come espediente per pubblicizzare il gruppo emergente dei Gem Boy, di cui Sagradini stesso è il cantante. Il film è stato realizzato ridoppiando buona parte del film Guerre stellari e alcuni secondi de Il ritorno dello Jedi: il cantante ha scelto tali opere sia per la presenza di numerosi personaggi mascherati (che non richiedevano dunque un sincronismo labiale) sia perché Guerre stellari è uno dei film preferiti da Sagradini. La fase di montaggio è iniziata nel settembre del 2000 e ha avuto una durata complessiva di dieci mesi; il video così pubblicato ha riscosso un certo successo, creando i presupposti per un'intera serie di ridoppiaggi, fino a oggi cinque: gli altri sono Sperman (parodia di Superman), La leggenda di Sean Connery e gli attori inutili (La leggenda degli uomini straordinari), Ridiculo (Ridicule) e Greassini (Grease).

## Distribuzione
Star Whores è stato pubblicato in tre diverse edizioni: nel 2001 in formato video scaricabile e in VHS, e nel 2005 in DVD. Mediante una collaborazione con Think Comics il 20 dicembre 2015 è stato proiettato al Cinema Rivoli di Verona in una nuova edizione in alta definizione.

## Accoglienza
Star Whores è stato citato da giornali e riviste di diffusione nazionale. Oltre a essere presente nella guida ufficiale italiana di Guerre stellari con altre parodie internazionali come Balle spaziali di Mel Brooks.
Carlo Gubitosa, nel suo libro Elogio della pirateria al capitolo Tesi numero 9 - Videopirateria, definisce Carlo Sagradini "il re italiano della pirateria audiovisiva, che ha utilizzato la sua voce
per ridare nuova vita a due film di culto come Superman e Guerre Stellari", e descrive come Star Whores "nel giro di pochi mesi sia diventato il film autoprodotto con il maggiore successo di pubblico nella storia della cinematografia italiana, un fenomeno mediatico scaricato in rete da migliaia di persone".

## Sequel
Nel 2017 è stato pubblicato un seguito, Star Whores Tette - Il risveglio della Scamorza, basato su Star Wars VII: Il risveglio della Forza.